# 测试准则
测试准则(Test oracle)，是软件测试员或软件工程师用来检测测试是否通过的一种机制。测试准则决定在给定的测试用例输入下产品应有的输出，从而与被测试系统的输出做比较。这一术语在威廉·豪登（William Howden）的《测试理论入门》一书中首次被使用和定义。艾琳·韋約克又对不同类型的测试准则给予了拓展。测试准则经常独立于被测试系统。 在自动化测试中后置条件方法是通常被使用的自动化了的测试准则。测试准则问题往往比看起来要难得多，同时会连带要求解决可控性和可观测性问题。
常见的测试准则包括：
- 设计规格和软件文档[7][8]
- 其它产品（例如：作为一个软件程序的测试准则，有可能是使用不同算法计算同一个数学表达式的其它程序）
- 为一组少量测试输入提供近似或准确结果的"启发式准则"[9]
- 使用统计学特征的"统计式准则"[10]
- 由相似性比较一个测试执行结果而产生的"一致性准则"[11]
- 由使用相同模型而产生和确认系统行为的"基于模型的准则"[12]
- 人工准则（例如：由手工分析来确定被测试系统的正确性）[6]